# Cervini
Cervini – plemię ssaków z podrodziny jeleni (Cervinae) w obrębie rodziny jeleniowatych (Cervidae).

## Zasięg występowania
Plemię obejmuje gatunki występujące w Eurazji i Ameryce Północnej.

## Systematyka

### Podział systematyczny
Do plemienia należą następujące występujące współcześnie rodzaje:
- Axis C.H. Smith, 1827 – aksis
- Rucervus B.H. Hodgson, 1838 – barasinga
- Dama Frisch, 1775 – daniel
- Elaphurus A. Milne-Edwards, 1866 – milu – jedynym żyjącym współcześnie przedstawicielem jest Elaphurus davidianus A. Milne-Edwards, 1866 – milu chiński
- Rusa C.H. Smith, 1827 – sambar
- Cervus Linnaeus, 1758 – jeleń

Opisano również rodzaje wymarłe:
- Arvernoceros Heintz, 1970[18]
- Eucladoceros Falconer, 1868[19]
- Haploidoceros Croitor, Bonifay & Brugal, 2008[20] – jedynym przedstawicielem był Haploidoceros mediterraneus (Bonifay, 1967)
- Metacervocerus Dietrich, 1938[21]
- Praeelaphus Portis, 1920[22]